# Scaptomyza taigensis
Scaptomyza taigensis är en tvåvingeart som beskrevs av Vasily S. Sidorenko och Masanori Joseph Toda 1996. Scaptomyza taigensis ingår i släktet Scaptomyza och familjen daggflugor. Inga underarter finns listade i Catalogue of Life.